# جون مكستاي
جون مكستاي (بالإنجليزية: John McStay)‏ هو لاعب كرة قدم ومدرب كرة قدم بريطاني في مركز الدفاع، ولد في 24 ديسمبر 1965 في لاركهول ‏ في المملكة المتحدة. لعب مع ريث روفرز ونادي آير يونايتد ونادي ألبيون روفرز ونادي إيست فيف ونادي فالكيرك ونادي كلايد ونادي ماذرويل وهاميلتون أكاديميكال.